# Hygrotus wardii
Hygrotus wardii är en skalbaggsart som först beskrevs av Clark 1862.  Hygrotus wardii ingår i släktet Hygrotus och familjen dykare. Inga underarter finns listade i Catalogue of Life.